# Maxime Vernois
Pour les articles homonymes, voir Vernois.
Ange Gabriel Maxime Vernois (né le 4 janvier 1809 à Lagny-sur-Marne - mort le 9 février 1877 à Paris) est un médecin hygiéniste français.

## Biographie
Fils d'un greffier de justice, Maxime Vernois commence ses études de médecine en 1829. Externe en 1830 puis interne en 1832, il soutient sa thèse en 1837. Elle s'intitule Etudes physiologiques et cliniques pour servir à l'histoire des bruits des artères, suivies de propositions sur la syphilis, les maladies de la peau, les maladies des enfants, etc. Collaborateur du médecin pathologiste Gabriel Andral, il échoue deux fois à l'agrégation en 1838 et 1844 mais il est élu médecin au Bureau central des hôpitaux puis médecin à l'hôpital Saint-Antoine en 1849 puis est élu membre du Conseil d'hygiène et de salubrité du département de la Seine en 1852.
Remarqué par Étienne Geoffroy Saint-Hilaire, il consacre sa pratique à l'hygiénisme à partir de 1853 et publie en 1860 un Traité pratique d'hygiène industrielle et administrative: comprenant l'étude des établissements insalubres, dangereux et incommodes qui lui vaut d'être élu à l'Académie de médecine en 1861. En collaboration avec Louis Alfred Becquerel, il publie un ouvrage sur le lait maternel. Il est diligenté à partir de mars 1857 par le ministère de l'Instruction publique pour établir un rapport sur l'hygiène dans les lycées de France. Le résultat est publié en 1868 sous le titre L'Etat hygiénique des lycées de l'Empire. L'année précédente, Vernois participe à la fondation de la Société de médecine légale.
Fait officier de la Légion d'honneur en 1859, Vernois meurt le 9 février 1877 en son domicile dans le 9e arrondissement de Paris. Il est l'oncle de Maurice Raynaud.

## Publications
- Homœopathie. Analyse complète et raisonnée de la matière médicale de Samuel Hahnemann où sont exposés les principes et les conséquences de l'expérimentation homœopathique, ainsi que la nullité de cette doctrine, 1835.
- Loi universelle, attraction de soi pour soi, ou Clef applicable à l'interprétation de tous les phénomènes de philosophie naturelle, par Geoffroy St-Hilaire, étude par Vernois, 1839.
- Mémoire sur les dimensions du cœur chez l'enfant nouveau-né: suivi de recherches comparatives sur les mesures de cet organe à l'état adulte, 1840.
- Jusqu'à quel point le diagnostic anatomique peut-il éclairer le traitement des maladies du foie?, 1844.
- Du lait chez la femme dans l'état de santé et dans l'état de maladie: mémoire suivi de nouvelles recherches sur la composition du lait chez la vache, la chèvre, la jument, la brebis et la chienne,  (en collaboration avec Alfred Becquerel), 1853.
- De l'albuminurie et de la maladie de Bright (en collaboration avec Alfred Becquerel), 1856.
- Traité pratique d'hygiène industrielle et administrative : comprenant l'étude des établissements insalubres, dangereux et incommodes, 1860.
- Note sur la préparation des soies de porcs et de sangliers et sur les ateliers de brosserie, 1861.
- De la main des ouvriers et des artisans au point de vue de l'hygiène et de la médecine légale, 1862
- Docimasie pulmonaire, nouvelle méthode de M. Bouchut. Rapport et discours, 1862.
- État hygiénique des lycées de l'Empire, 1867.
- Projet de mesures prophylactiques contre la rage, 1869.
- Applications de la photographie à la médecine légale, rapport sur une communication de M. le Dr Bourion fait à la Société de médecine légale, 1870.